# Michał Łowicki

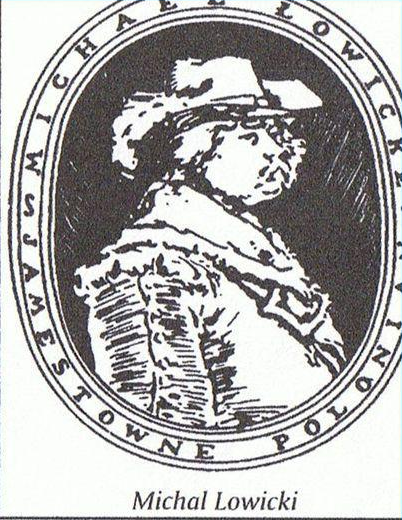

Michał Łowicki (ur. pod koniec XVI w, zm. ?) – polski szlachcic i kupiec.

## Życiorys
Urodził się w Londynie pod koniec XVI wieku. Był on szlachcicem i kupcem, współpracownikiem Kompanii Wirgińskiej który 1 października 1608 roku na pokładzie statku Mary and Margaret przybył do Jamestown. Wraz z Łowickim do Jamestown przybyli Zbigniew Stefański, Jan Mata, Stanisław Sadowski oraz Jan Bogdan.